# Hispano HS-34
Hispano HS-34 hay Hispano E-34 là một loại máy bay huấn luyện hai tầng cánh của Tây Ban Nha.

## Quốc gia sử dụng
Cộng hòa Tây Ban Nha
- Hải quân Cộng hòa Tây Ban Nha - Aeronáutica Naval

## Tính năng kỹ chiến thuật (loại dùng động cơ Walter Junior)
Dữ liệu lấy từ Hispano Suiza in Aeronautics
Đặc tính tổng quan
- Kíp lái: 2
- Chiều dài: 7,34 m (24 ft 1 in)
- Sải cánh: 9,1 m (29 ft 10 in)
- Diện tích cánh: 25,50 m2 (274,5 foot vuông)
- Trọng lượng rỗng: 522 kg (1.151 lb)
- Trọng lượng có tải: 773 kg (1.704 lb)
- Sức chứa nhiên liệu: 100 L (22 Imp gal, 26.4 UKS gal)
- Động cơ: 1 × Walter Junior , 78 kW (105 hp)
- Cánh quạt: 2-lá

Hiệu suất bay
- Vận tốc cực đại: 170 km/h (106 mph; 92 kn)
- Vận tốc tắt ngưỡng: 65 km/h (40 mph; 35 kn)
- Thời gian lên độ cao: 7 phút lên độ cao 1.000 m (3.280 ft)